# Полуэктов, Павел Андреевич
Па́вел Андре́евич Полуэ́ктов (20 января 1992, Серов, Россия) — казахстанский и российский хоккеист, вратарь.

## Карьера
В сезоне 2008/09 годов выступая за серовский «Металлург», сыграл 1 игру в высшей лиге.
В 2009—2011 годах играл в клубах Казахстана, где сыграл 6 игр.
С 2011 года выступал в клубе МХЛ «Снежные Барсы». Сыграл 55 игр.
Был привлечен в молодежную сборную Казахстана, за которую сыграл на чемпионате мира 5 игр, завоевал серебряные награды и был признан лучшим вратарем чемпионата.
С 2011 года — игрок клуба КХЛ «Барыс». Также играл за ХК «Снежные барсы», выступающего в МХЛ.
С 2013 года — игрок фарм-клуба «Барыса» «Номад». В 2013—2017 годах «Барыса», 54 игры.
В 2013, 2014, 2015, 2016 годах участвовал в чемпионатах мира.
С 2017 по 2019 год игрок клуба ВХЛ «Торпедо» Усть-Каменогорск. Финалист розыгрыша Кубка Петрова в сезоне 2016—2017
В 2017 году серебряный призер всемирной Универсиады.
С 2019 по 2022 играл в клубах Казасхстана, где сыграл 127 матчей.
С 2023 года тренер вратарей в школе олимпийского резерва «Академия хоккея „Спартаковец“ Екатеринбург.

## Статистика

### Клубная карьера
- a В «Плей-офф» учитывается статистика игрока в Плей-аут.

## Достижения

### Командные
Казахстан
| Год  | Команда  | Достижение         |
| ---- | -------- | ------------------ |
| 2011 | Бейбарыс | Чемпион Казахстана |

Международные
| Год  | Команда   | Достижение                                              |
| ---- | --------- | ------------------------------------------------------- |
| 2013 | Казахстан | Победитель Первого дивизиона чемпионата мира (Группа А) |
| 2015 | Казахстан | Победитель группы A Первого дивизиона чемпионата мира   |

### Личные
Международные
| Год  | Команда          | Достижение                                                                |
| ---- | ---------------- | ------------------------------------------------------------------------- |
| 2012 | Казахстан (мол.) | Лучший вратарь Первого дивизиона молодёжного чемпионата мира (Группа B)   |
| 2015 | Казахстан        | Попадание в Сборную всех звёзд группы A Первого дивизиона чемпионата мира |